# Charles-François-Adrien Macret
Pour les articles homonymes, voir Macret.
Charles-François-Adrien Macret est un dessinateur et graveur d'interprétation au burin, français, né le 2 mai 1751 à Abbeville. Il vécut à Paris successivement rue Galande (1771), rue Saint-Jacques (1775) puis rue du Petit-Bourbon (1780) et mourut le 24 décembre 1783 à Paris. Ses gravures sont signées Macret, Carolus Macret, C. Macret ou C.F. Macret.

## Biographie

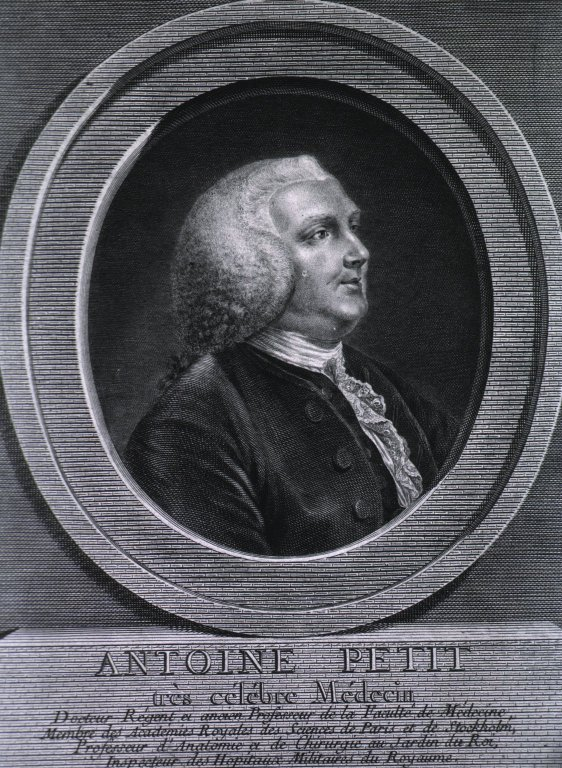
Portrait d'Antoine Petit, 1775

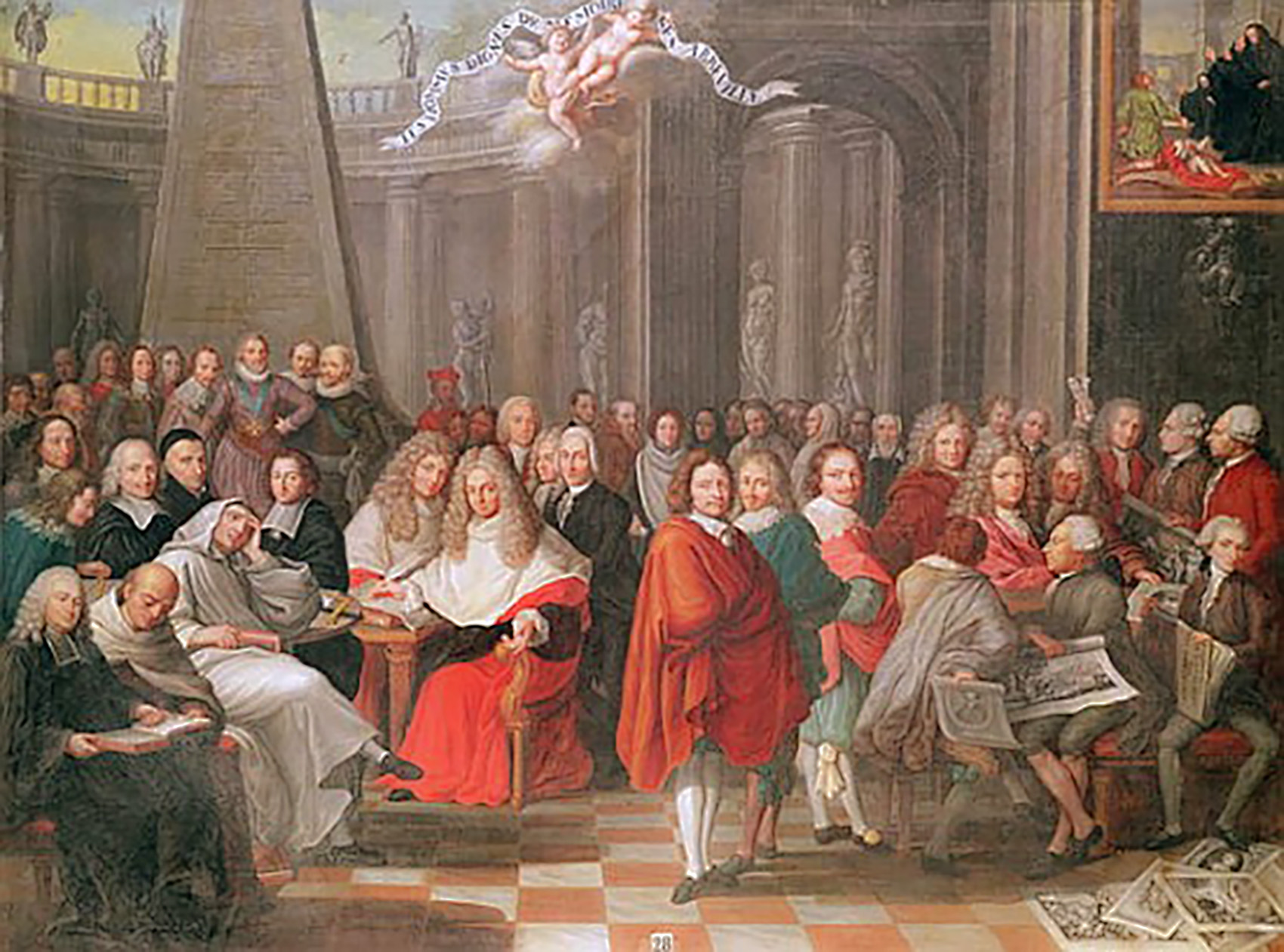
Pierre-Adrien Choquet, Aux hommes dignes de mémoire nés à Abbeville et aux environs : assis à droite avec ses estampes, Charles-François-Adrien Macret

Selon Philippe Tillier, la branche abbevilloise de la famille Macret a pour aïeul le mégissier (blanchisseur de peaux de bêtes) Nicolas Macret, originaire du village d'Ancennes, près de Blangy-sur-Bresle, dont le petit-fils François († 1613) s'est installé à Abbeville. Charles-François-Adrien Macret est, après sa sœur aînée Marie-Anne-Françoise-Charlotte (née en 1749, elle sera l'épouse du peintre Pierre-Adrien Choquet) le deuxième des sept enfants nés du mariage de Jean-Baptiste Macret, arrière-petit-fils de François, et de Marie-Charlotte Miannay, fille d'un brasseur et marchand tourbier de Long. Le dernier des sept enfants, qui naît en 1768, est Jean-César, qui sera également graveur. Marchand savonnier de profession, Jean-Baptiste Macret mourra ébouillanté le 16 décembre 1772 des suites d'une chute accidentelle dans une cuve de sa savonnerie.
Les dispositions de Charles-François-Adrien Macret pour les arts le font entrer dès 1764 et pour une durée d'un an en apprentissage à Abbeville chez un graveur sur métaux du nom de Joseph Selik, originaire de Hanovre et spécialisé dans l'art héraldique. C'est après cette première expérience, encore artisanale plutôt qu'artistique, qu'il trouve ses premiers vrais maîtres à Paris en Nicolas-Gabriel Dupuis et Claude-Antoine Littrey de Montigny, puis qu'il poursuit sa formation, après le décès de ceux-ci, auprès de Jacques-Philippe Le Bas, Jacques Aliamet et Augustin de Saint-Aubin. Les estampes titrées La Madone aux enfants (conservée par l'Académie des Lyncéens de Rome) et La fontaine enchantée de la vérité de l'amour (conservée par le British Museum de Londres), en portant les mentions Gravée à l'eau-forte par A. de Saint-Aubin et Terminée au burin par C. Macret, insinuent qu'avec ce dernier maître une relation de collaboration et d'estime s'est nouée, ce que cautionnent les frères Goncourt en citant un document écrit de la main d'Augustin de Saint-Aubin évoquant en Charles-François-Adrien Macret l'un de ses meilleurs élèves, « faisant honneur à l'art français ». Le Portrait d'Antoine Petit, « très célèbre médecin » que Charles-François-Adrien Macret grave en 1775 sera perçu comme l'aboutissement de sa pleine maturité.
Du mariage, en juin 1777 à Paris, de Charles-François-Adrien Macret avec Madeleine-Julie Petit († 11 mai 1782) naîtront trois enfants, Jacques-Charles en juin 1778, Pierre-Adrien en mai 1779 (Pierre-Adrien, Jacques-Alexandre en 1782,.  
Si Pierre-François Basan choisit, parallèlement à des graveurs de sa propre génération (comme Jacques Firmin Beauvarlet, abbevillois à l'instar de notre artiste, ou Jean-Georges Wille), d'éditer de plus jeunes graveurs, Charles-François-Adrien Macret est de ces derniers, aux côtés de Pierre Maleuvre, Heinrich Guttenberg, Pietro Antonio Martini ou Charles Emmanuel Patas. 

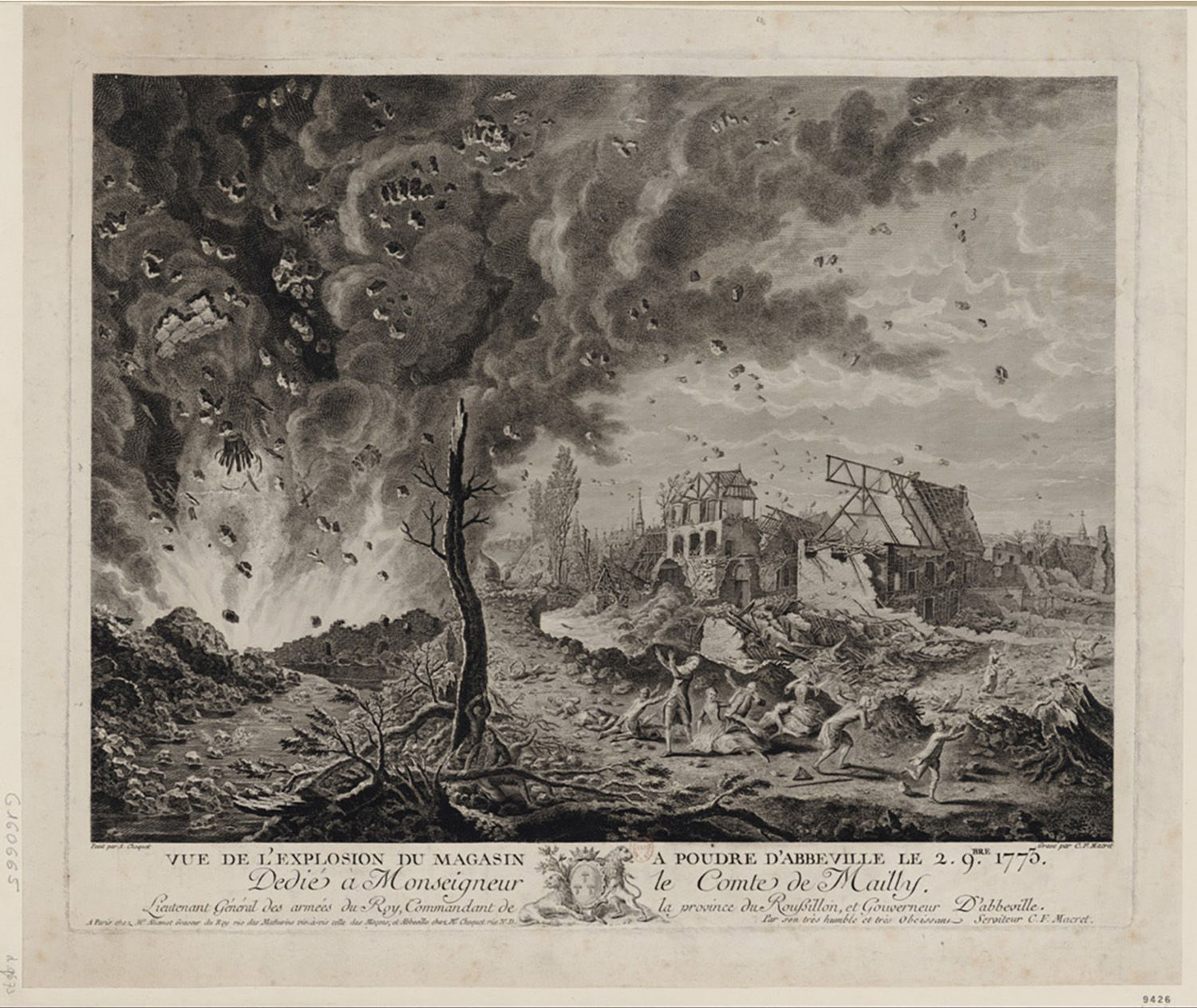
Vue de l'explosion du magasin à poudre d'Abbeville, 2 novembre 1773, d'après Pierre-Adrien Choquet

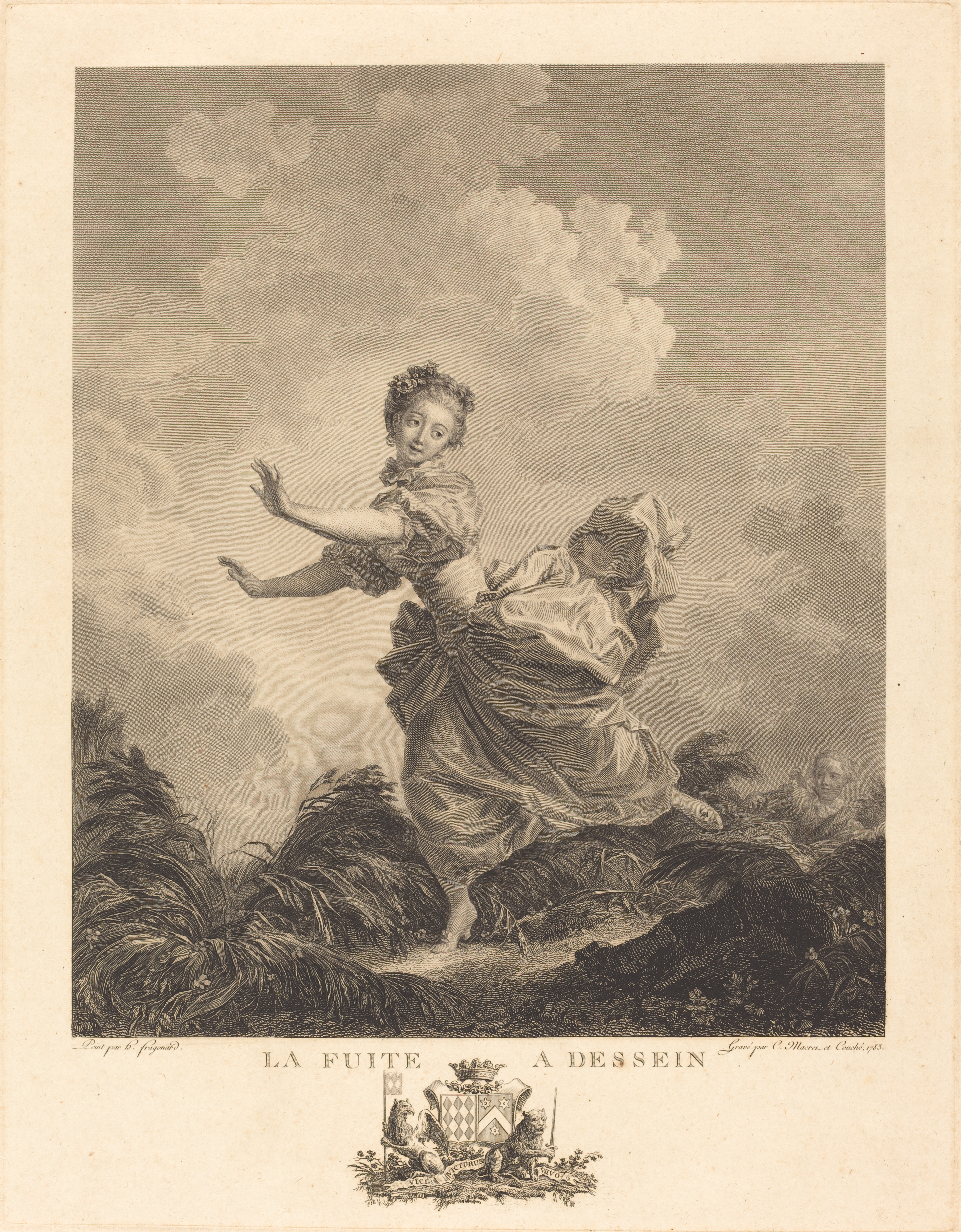
La fuite à dessein, d'après Jean-Honoré Fragonard

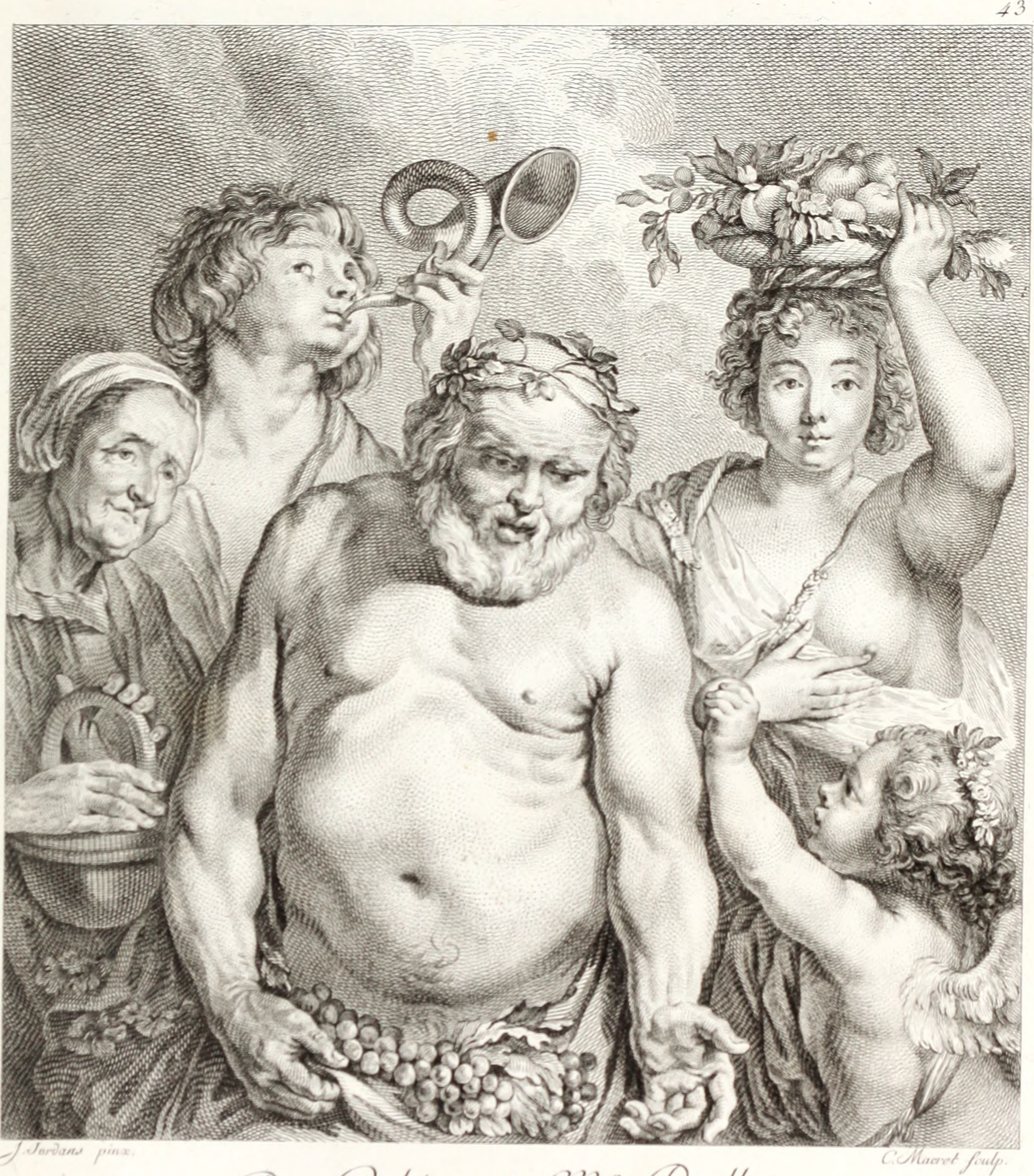
Le Père Silène, d'après Jacob Jordaens

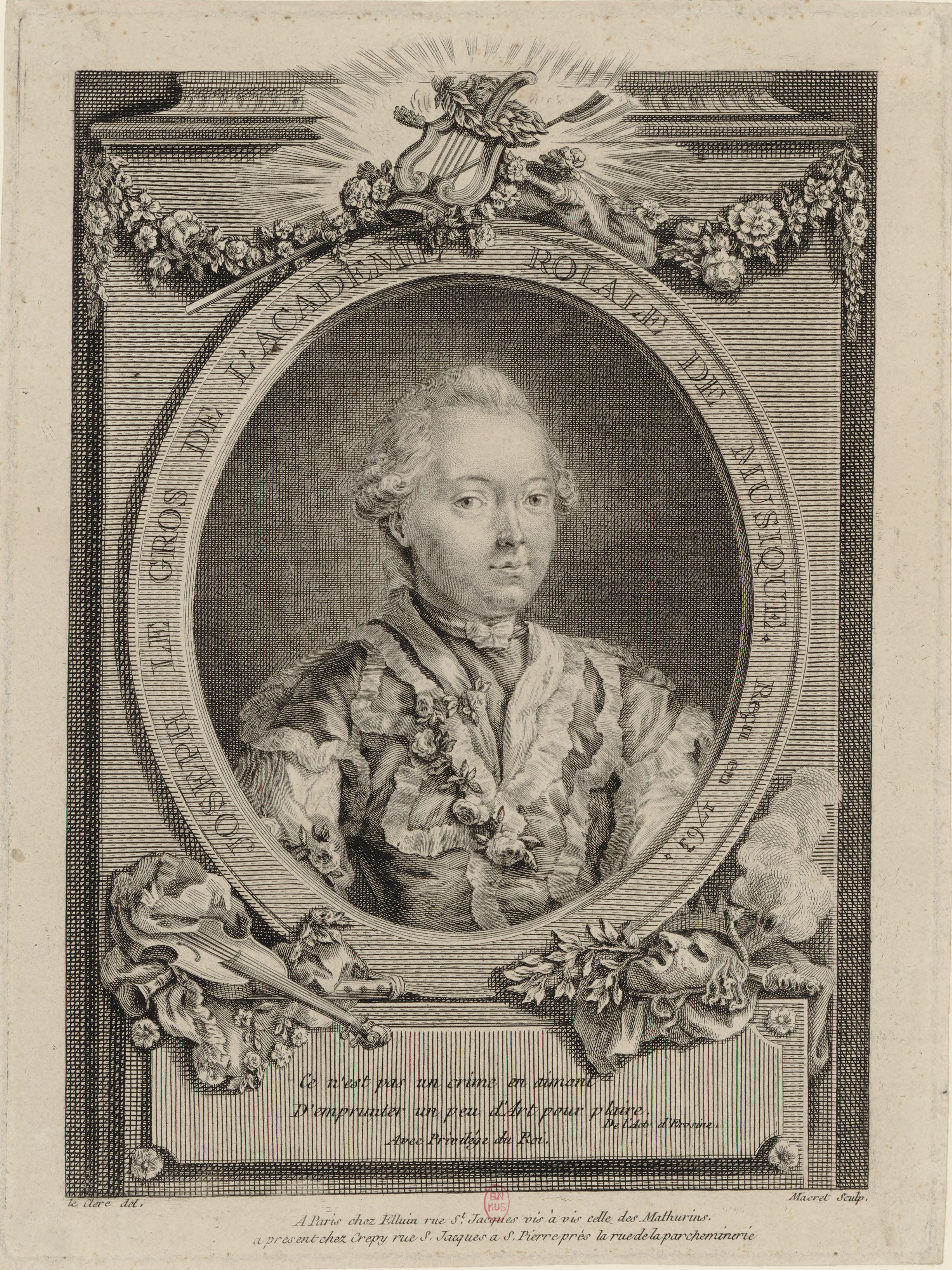
Joseph Legros, d'après Sébastien Leclerc

« Consumé par une fièvre lente que son ardeur pour le travail rendit peut-être incurable, évoque l'historien Charles François Louandre, Charles-François-Macret mourut le 24 décembre 1783, n'ayant pu terminer sa belle planche du Siège de Beauvais à laquelle il donnait tous ses soins et qui lui aurait infailliblement ouvert les portes de l'Académie royale de peinture et de sculpture ». Plusieurs planches majeures restent de la sorte inachevées, parmi lesquelles le Couronnement de Jean de la Fontaine par Ésope aux Champs Élysées, reprise par Heinrich Guttenberg et terminée en 1785 ou Le Mouchoir, terminée par Charles-Eugène Duponchel et éditée en 1787 avec une dédicace touchante, Dédié à Monsieur de Monchanin, Écuyer, par ses trois petits serviteurs et amis les mineurs Macret, appelant à la compassion envers les orphelins. « Le peu de morceaux qu'il a gravés fait regretter qu'il n'ait pas fourni une plus longue carrière », confirment Michael Huber et Carl Christian Heinrich Rost.
« Paraissant d'une constitution délicate, mince, de petite taille, chétif et souffreteux » : c'est ainsi qu'avec semble-t-il plus de fidélité que de complaisance le peintre Pierre-Adrien Choquet (1743-1813) brossa les traits de son beau-frère Charles-François-Adrien Macret dans un important tableau intitulé Aux hommes dignes de mémoire nés à Abbeville et aux environs que conservait l'hôtel de ville d'Abbeville et qui fut détruit dans le bombardement du 20 mai 1940. Micheline Agache, conservatrice du musée Boucher-de-Perthes, sut établir cependant qu'un plus petit tableau de Choquet heureusement conservé par le musée n'était autre qu'une première version de l'œuvre disparue.

## Œuvre

### Artistes interprétés (ordre alphabétique)

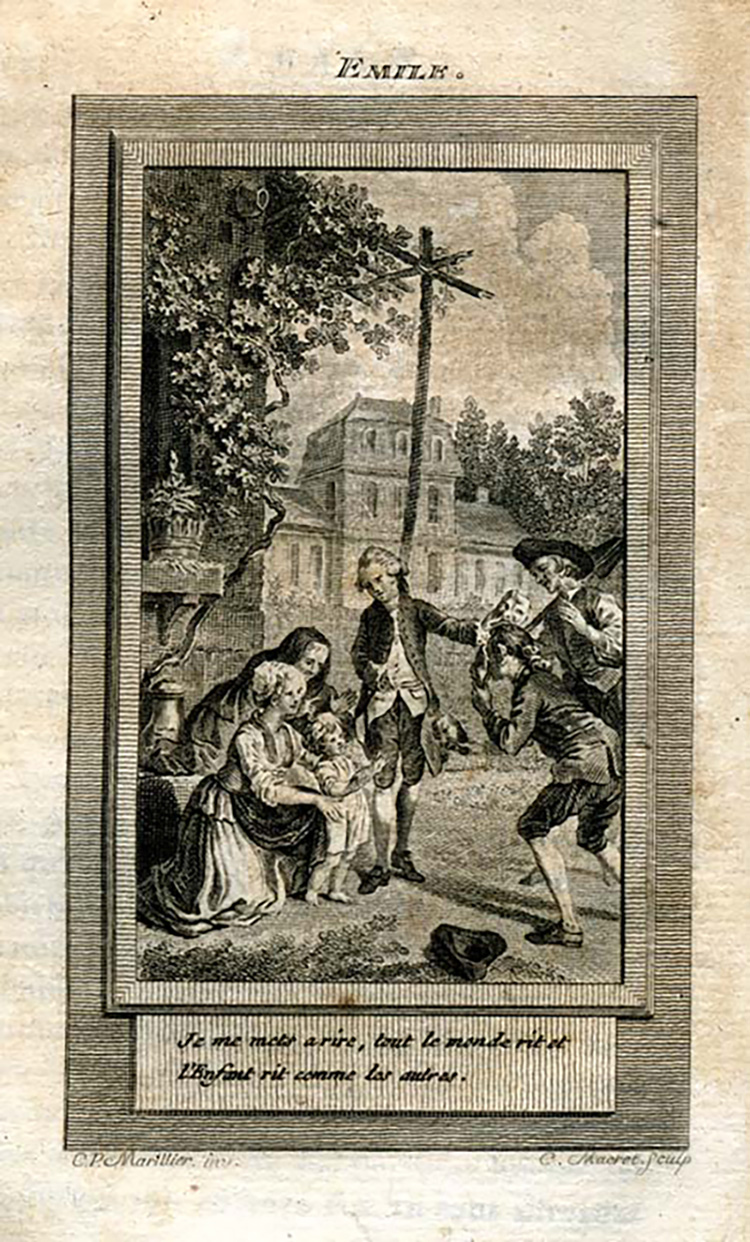
Émile ou De l'éducation, d'après Clément-Pierre Marillier

- Johann Michael Baader, Contentement passe Richesse.
- Pierre-Adrien Choquet, Vue de l'explosion du magasin à poudre d'Abbeville, 2 novembre 1773.
- Charles-Nicolas Cochin, La Fontaine enchantée de la vérité d'amour (L'Astrée), co-gravée avec Augustin de Saint-Aubin, 1783[4].
- Gonzales Coques, Les Prémices de l'amour-propre[10].
- Gérard Dou, La Laitière[11].
- Louis Jean-Jacques Durameau, planche pour Bronzes et statues d'Herculanum conservées au Museum de Portici[1].
- Louis-François-Sébastien Fauvel, Réception de Voltaire aux Champs Élysées par Henri IV[12].
- Jean-Honoré Fragonard, La Fuite à dessein, co-gravée avec Jacques Couché, 1783[13].
- Jean-Baptiste Greuze, L'Offrande faite à l'amour, 1778[14].
- Jacob Jordaens, Le Père Silène, 1780..
- Angelica Kauffmann, Les trois Grâces[15].
- Jean-Jacques Le Barbier, Couronnement de Jean de La Fontaine par Esope aux Champs Élysées, gravure commencée par Charles-François-Adrien Macret en 1782, reprise et terminée par Heinrich Guttenberg en 1785[7].
- Charles Le Brun, Portrait de Pierre Corneille[16].
- Sébastien Leclerc, Portrait de Joseph Legros, de l'Académie royale de musique.
- Nicolas Maes, Jeune Enfant enlevant un cerf[17].
- Paolo de Matteis, Allégorie de la charité[18].
- François-Guillaume Ménageot, Léonard de Vinci mourant dans les bras de François Ier[19].
- Jean-Michel Moreau, Arrivée de Jean-Jacques Rousseau aux Champs-Élysées[20].
- Antonio Moro, Portrait d'Hugo Grotius[21].
- François-Nicolas Mouchet, La Méprise[22].
- Pierre-Adrien Pâris, Peintures antiques d'Herculanum[23].
- Nicolas Poussin, La Sainte Famille[24].
- Bartolomeo Schedoni, Sainte Irène couvrant le corps de Saint Sébastien[24].
- Nicolas Antoine Taunay, Le mouchoir, gravure inachevée à la mort de Charles-François Macret, reprise et terminée par Charles-Eugène Duponchel[8].
- Adriaen van der Werff, Samson et Dalila[25] ; Le Sauveur et la Samaritaine auprès du puits, 1776[26].

### Graveurs interprétants (ordre alphabétique)
- François-Rolland Elluin, Louise de France, religieuse carmélite sous le nom de Sœur Thérèse de Saint-Augustin, dessiné par Charles-François-Adrien Macret.
- Jean-César Macret, Portrait de Jean Chardin, dessiné par Charles-François-Adrien Macret d'après David Loggan (en)[27].

### Contributions bibliophiliques (ordre chronologique)
- Louis Drummond, comte de Melfort, Marches et évolution de cavalerie, représentées en XXXII estampes dessinées et gravées par les plus habiles maîtres, exécutées dans plusieurs campagnes, sous les maréchaux de Coigny, de Saxe, de Belle-Isle, de Soubise, de Contades, etc., développées dans le Traité sur la cavalerie de feu M. le Comte de Melfort[28], auxquelles on a ajouté XXII figures relatives à l'équitation, gravures notamment par Charles-François-Adrien Macret (Louis XVI passant en revue des troupes à cheval en page de titre), Charles-Eugène Duponchel et François Robert Ingouf d'après Louis-Nicolas van Blarenberghe, Guillaume-Nicolas Desprez, libraire éditeur à Paris, 1776[29].
- Constance de Lowendal et Claude-Henri de Fusée de Voisenon, Journées de l'amour, ou heures de Cythère, gravures de Charles-François-Adrien-Macret d'après Nicolas Antoine Taunay, A. Gnide, Paris, 1776.
- Jean-Baptiste-Pierre Lebrun, Galerie des peintres flamands, hollandais et allemands, ouvrage enrichi de 201 planches gravées d'après les meilleurs tableaux de ces maîtres par les plus habiles artistes de France, de Hollande et d'Allemagne, gravures de Charles-François-Adrien Macret d'après Nicolas Maes et Adriaen van der Werff (citées ci-dessus), 1776.
- Jean de La Fontaine, Contes et nouvelles en vers, Charles Eisen illustrateur, Paris, 1777.
- Alexander Pope, Œuvres complètes, 8 volumes, Éditions de l'abbé Joseph de La Porte, 1779.
- François Basan, Collection de cent-vingt estampes gravée d'après les tableaux et dessins qui composent le cabinet de M. Poullain, receveur général des Domaines du Roi, décédé en 1780, précédée d'un abrégé historique des auteurs qui la composent - Cette suite a été exécutée sous la direction du Sieur François Basan par de jeunes artistes des deux sexes dont les talents se font connaître et accroissent de jour en jour, chez Basan et Poignant, marchands d'estampes à Paris, 1781 (consulter en ligne).
- Jean-Claude Richard de Saint-Non, Voyage pittoresque, ou description du voyage de Naples et de Sicile, 5 volumes, chez Jean-Baptiste Delafosse, Paris, 1781-1786 ; on y trouve une double figure par Charles-François-Adrien Macret, La Sainte Famille d'après Nicolas Poussin et Sainte Irène couvrant le corps de Saint Sébastien, d'après Bartolomeo Schedoni[24].
- Jean-Jacques Rousseau, Émile ou De l'éducation, Clément-Pierre Marillier illustrateur, Cazin, Paris, vers 1783.
- Prosper Jolyot de Crébillon, Œuvres complètes, trois volumes, figures de Charles-François-Adrien Macret, François Robert Ingouf, Jean Dambrun, Charles-Eugène Duponchel et Philippe Trière d'après Clément-Pierre Marillier, Les libraires associés, 1785[30].
- Salomon Gessner Œuvres, Clément-Pierre Marillier et Charles Monnet illustrateurs, Dufart, Paris, 1790.

## Élèves
- Nicolas Schenker (1760-1848)[31].

## Réception critique
- « On a perdu depuis peu un artiste bien intéressant par son talent et par ses qualités personnelles. Avec des talents supérieurs, il n'est pas nécessaire d'avoir parcouru une longue carrière pour obtenir une réputation distinguée ; non seulement l'artiste dont nous déplorons la perte aurait pu égaler les plus grands maîtres, mais on remarquait dans ses ouvrages le sentiment, l'expression et le caractère des artistes qu'il traduisait, lorsqu'une mort prématurée est venue l'enlever aux arts... On remarque dans ses différents ouvrages une profonde connaissance du dessin, une touche moelleuse, suave, spirituelle. » - Mercure de France[32]
- « Charles, s'il n'était mort à l'âge de 32 ans, aurait certainement figuré parmi les plus grands artistes dont Abbeville a le droit de s'enorgueillir. » - Henri Macqueron[2]
- « Macrret fut aussi un charmant dessinateur ; ses paysages, notamment, sont pleins de charme et dénotent une consciencieuse étude de la nature. » - Dictionnaire Bénézit[33]

## Collections publiques

### France
- Hôtel d'Émonville, Abbeville, Voyage pittoresque, ou description du voyage de Naples et de Sicile de Jean-Claude Richard de Saint-Non.
- Musée Boucher-de-Perthes, Abbeville, Enfant dessinant, dessin original[21].
- Bibliothèque du Prytanée national militaire, La Flèche, Œuvres complètes d'Alexander Pope.
- Médiathèque de Montpellier, Journées de l'amour ou heures de Cythère, gravures d'après Nicolas Antoine Taunay.
- Musée des beaux-arts d'Orléans, Portrait d'Hugo Grotius, d'après Antonio Moro[21].
- Bibliothèque nationale de France, Paris.
- École nationale supérieure des beaux-arts, Paris, Arrivée de Jean-Jacques Rousseau aux Champs Élysées, d'après Jean-Michel Moreau, 1781[34].
- Département des arts graphiques du Musée du Louvre, Fonds Edmond de Rothschild, Paris, La Fuite à dessein, d'après Jean-Honoré Fragonard.
- Petit Palais, Paris, Collection de cent-vingt estampes qui composaient le cabinet de M. Poullain, contributions de Charles-François-Adrien Macret, 1781.
- Musée national de l'éducation, Rouen, Arrivée de Jean-Jacques Rousseau aux Champs Élysées, d'après Jean-Michel Moreau.

### Allemagne
- Bibliothek für Bildungsgeschichtliche Forschung (de), Berlin, Émile ou De l'éducation de Jean-Jacques Rousseau.
- Bibliothèque d'État de Berlin, Portrait de Pierre Corneille d'après Charles Le Brun[16].
- Bibliothèque de la ville de Trèves (de), Portrait de Jean Chardin, dessiné par Charles-François-Adrien-Macret et gravé par Jean-César Macret[27].

### Italie
- Pinacothèque Tosio Martinengo, Brescia, Réception de Voltaire aux Champs Élysées par Henri IV, d'après Louis-François-Sébastien Fauvel[35].
- Kunsthistorisches Institut in Florenz (it), Florence, Sainte Irène couvrant le corps de Saint Sébastien, d'après Bartolomeo Schedoni[36].
- Académie des Lyncéens, Rome, Madone aux enfants, gravée à l'eau-forte par Augustin de Saint-Aubin et terminée au burin par Charles-François-Adrien Macret[3].

### Pays-Bas
- Rijksmuseum, Amsterdam, Le tombeau de Voltaire, d'après un monogramme Z.N.

### Royaume-Uni
- Fitzwilliam Museum, Cambridge, Galerie des peintres flamands, hollandais et allemands de Jean-Baptiste-Pierre Lebrun.
- British Museum, Londres, Œuvres complètes de Crébillon, 1785[30] ; La fontaine enchantée de la vérité d'amour, d'après Charles-Nicolas Cochin[4] ; Les Prémices de l'amour-propre d'après Gonzales Coques[10] ; Réception de Voltaire par Henri IV aux Champs Élysées, d'après Louis-François-Sébastien Fauvel[37] ; L'Offrande faite à l'amour, d'après Jean-Baptiste Greuze[38] ; Les Trois Grâces, d'après Angelica Kauffmann[15] ; Couronnement de Jean de La Fontaine par Esope aux Champs Élysées, d'après Jean-Jacques Le Barbier[7] Jeune Enfant enlevant un cerf, d'après Nicolas Maes[17] ; Léonard de Vinci mourant dans les bras de François Ier, d'après François-Guillaume Ménageot[19] ; Arrivée de Jean-Jacques Rousseau aux Champs Élysées, d'après Jean-Michel Moreau[20] ; Samson et Dalila[25] et Le Sauveur et la Samaritaine auprès du puits[26], d'après Adriaen van der Werff.
- Royal Collection, Londres, Léonard de Vinci mourant dans les bras de François Ier, d'après François-Guillaume Ménageot.
- Kingston Lacy, Wimborne Minster, L'Offrande faite à l'amour, d'après Jean-Baptiste Greuze[14].

### Suisse
- Musée d'art et d'histoire de Genève, Couronnement de Jean de La Fontaine par Ésope aux Champs Élysées, d'après Jean-Jacques Le Barbier ; Arrivée de Jean-Jacques Rousseau aux Champs Élysées, d'après Jean-Michel Moreau ; Peintures antiques d'Herculanum, d'après Pierre-Adrien Pâris[23].

### États-Unis
- Musée des beaux-arts de Boston, Œuvres de Crébillon, Salomon Gessner, Jean de La Fontaine, Alexander Pope.
- Fogg Art Museum, musées d'art de Harvard, Cambridge (Massachusetts), La Fuite à dessein, d'après Jean-Honoré Fragonard[13].
- Getty Research Institute, Los Angeles, Galerie des peintres flamands, hollandais et allemands de Jean-Baptiste-Pierre Lebrun.
- Minneapolis Institute of Art, gravure d'après Jacob Jordaens.
- Centre d'art britannique de Yale, New Haven, Voyage pittoresque, ou description des royaumes de Naples et de Sicile de Jean-Claude Richard de Saint-Non.
- Cooper–Hewitt, Smithsonian Design Museum, New York, Allégorie de la charité, d'après Paolo de Matteis[18].
- Metropolitan Museum of Art, New York, La Laitière, d'après Gérard Dou[11].
- San Francisco De Young Museum, Réception de Voltaire aux Champs Élysées par Henri IV, d'après Louis-François-Sébastien Fauvel[12].
- National Gallery of Art, Washington, La Fuite à dessein, d'après Jean-Honoré Fragonard[39].

## Collections privées
- Charles Van Hulthem[40].